# Madison (Virgínia)
Madison és una població dels Estats Units a l'estat de Virgínia. Segons el cens del 2000 tenia 210 habitants.

## Demografia
Segons el cens del 2000, Madison tenia 210 habitants, 109 habitatges, i 57 famílies. La densitat de població era de 368,6 habitants per km².
Dels 109 habitatges en un 22,9% hi vivien nens de menys de 18 anys, en un 36,7% hi vivien parelles casades, en un 11,9% dones solteres, i en un 47,7% no eren unitats familiars. En el 44% dels habitatges hi vivien persones soles el 21,1% de les quals corresponia a persones de 65 anys o més que vivien soles. El nombre mitjà de persones vivint en cada habitatge era d'1,93 i el nombre mitjà de persones que vivien en cada família era de 2,65.
Per edats la població es repartia de la següent manera: un 18,6% tenia menys de 18 anys, un 7,1% entre 18 i 24, un 25,2% entre 25 i 44, un 22,4% de 45 a 60 i un 26,7% 65 anys o més.
L'edat mediana era de 45 anys. Per cada 100 dones de 18 o més anys hi havia 76,3 homes.
La renda mediana per habitatge era de 32.188 $ i la renda mediana per família de 43.750 $. Els homes tenien una renda mediana de 34.500 $ mentre que les dones 18.958 $. La renda per capita de la població era de 21.445 $. Entorn del 4,5% de les famílies i el 8,1% de la població estaven per davall del llindar de pobresa.

## Poblacions més properes
El següent diagrama mostra les poblacions més properes.